# ارل ترنر
ارل ترنر (انگلیسی: Earl Turner؛ ‏ ۲۷ مارس ۱۸۸۴ – ۶ نوامبر ۱۹۷۱) تدوین‌گر، نویسنده، بازیگر اهل ایالات متحده آمریکا بود.
از فیلم‌هایی که وی در آن‌ها نقش داشته‌است، می‌توان به قانون وحش اشاره نمود.